# 野見山暁治
野見山 暁治（のみやま ぎょうじ、1920年〈大正9年〉12月17日 - 2023年〈令和5年〉6月22日 ）は、日本の洋画家。位階は従三位。勲等は文化勲章。東京芸術大学名誉教授、文化功労者。
本名は「暁」が旧字体の野見山 曉治であり、文化勲章受章時の名簿でもそのように記載されている。

## 来歴
福岡県穂波村（現飯塚市）にて、炭鉱経営者の子として生まれる。東京美術学校（現東京芸術大学）入学当時は故郷の炭鉱を制作の原風景とし、その後12年間のパリ生活を経て、抽象画へと変化。帰国後は東京芸術大学で教え、美術学部助教授、教授などを歴任し、同大名誉教授となる。
2023年6月22日、心不全のため死去。102歳没。日本政府より没日付を以て従三位に叙された。

## 親族
- 私生活では二度結婚もいずれも先立たれた経験をもつ。
  - 最初の妻、内藤陽子はフランスに呼び寄せてわずか1年でがんを発症。闘病の末に早世した。陽子は内藤武宣（京都放送元常務、竹下登の娘婿）の姉であるため、武宣の子である影木栄貴（漫画家）とDAIGO（歌手）姉弟は野見山からみて義理の姪甥に当たる[8]。
  - 後妻に福岡で有名な高級クラブ「みつばち」を経営していた武富京子を迎え、別居結婚の形をとるもたびたび九州へ足を運んでいた。九州滞在時は20代から癌などの病歴があった後妻を健康面・店の経営面両面から支え続けた。後妻は後年までクラブを切り盛りするも、2001年、体力の限界などからクラブを完全閉店し、まもなく死去[9]。
- 野見山の実妹は田中小実昌の妻。田中の死去まで実の兄弟のような交流があった。姪（田中の次女）は小説家田中りえ。
- 野見山の従姪はNHK交響楽団ホルン奏者の野見山和子。

## 年譜

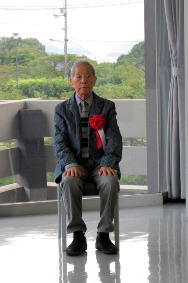
文化勲章受章に際して文部科学省により公表された肖像写真

東京メトロ副都心線の明治神宮前駅に制作されたステンドグラスのパブリックアート『いつかは会える』(2008年)。2020年には東京メトロ銀座線青山一丁目駅にもステンドグラスのパブリックアート『みんな友だち』が設置された。

- 1920年、福岡県穂波村にて出生。父親の野見山佐一は海老津鉱業[10]、昭和炭鉱社長[11]。
- 1938年、嘉穂中学校(現嘉穂高等学校)卒業。肺浸潤を患う[12]。
- 1943年、東京美術学校洋画科卒業、直ちに応召、満州で発病し入院、その後帰国し入院[13]
- 1945年、終戦まもなく退院し、傷痍軍人制度廃止に伴う一時金を得る[13]
- 1946年、第2回西部美術展覧会で福岡県知事賞
- 1948年、妹の同級生だった内藤陽子と結婚
- 1952年、滞仏
- 1956年、サロン・ドートンヌ会員。妻・陽子29歳で夭折
- 1957年、ライ･レ･ローズのアトリエを彫刻家･高田博厚から譲り受ける[14][15]
- 1958年、第2回安井賞受賞
- 1964年、帰国
- 1968年、東京芸術大学助教授
- 1972年、同大学教授就任
- 1978年、『四百字のデッサン』で日本エッセイスト・クラブ賞受賞
- 1981年、芸大辞職
- 1992年、第42回芸術選奨文部大臣賞
- 1994年、福岡県文化賞
- 1996年、毎日芸術賞受賞
- 2000年、文化功労者に選ばれる
- 2014年、文化勲章受章[16]
- 2017年、練馬区名誉区民に選定される[17]
- 2018年、高田博厚展2018記念事業で堀江敏幸と対談[18][19]
- 2020年12月17日、満100歳[20]となった後も作画を続けていた[21]。
- 2023年4月15日、パブリックアート「明日の空」落成式(飯塚市総合体育館)
- 2023年6月22日、死去[1][2]。没日付にて従三位追叙[7]。

画業以外ではKAITA EPITAPH 残照館（旧・信濃デッサン館）の館主窪島誠一郎と協力し、戦没画学生（とくに母校・東京美術学校から召集された者達）の遺作の収集・保存に奔走、それが｢無言館｣設立（1997年）へ直結した実績をもつ。

## 関連動画
- 野見山暁治財団

1. 野見山暁治ステンドグラス メイキングビデオ - YouTube

- 東松山市（高田博厚展2018記念事業：堀江敏幸との対談）

1. 洋画家・野見山暁治 × 作家・堀江敏幸特別対談 - YouTube

## 著書
- 『愛と死はパリの果てに』（講談社） 1961
- 『野見山暁治の風景デッサン』（河出書房新社） 1978、増補新版 1995
- 『四百字のデッサン』（河出書房新社）1978、のち河出文庫、改版 2012
- 『さあ絵を描こう』（河出書房新社）1979、新版 1988
- 『パリ・キュリイ病院』（筑摩書房）1979、のち弦書房 2004
- 『遠ざかる景色』（筑摩書房）1982、のちみすず書房 大人の本棚 2013
- 『絵そらごとノート』（筑摩書房） 1984
- 『一本の線』（朝日新聞社） 1990 - 自伝
- 『空のかたち 野見山暁治美術ノート』（筑摩書房） 1994
- 『署名のない風景』（平凡社） 1997
- 『しま』（光村教育図書）1999 - 児童向け絵本
- 『うつろうかたち』（平凡社） 2003
- 『遺された画集 戦没画学生を訪ねる旅』（平凡社ライブラリー） 2004
- 『いつも今日』（日本経済新聞社、私の履歴書） 2005 - 回想
- 『ケムクジャーラ』（ネット武蔵野） 2007 - 児童向け絵本
- 『異郷の陽だまり』（生活の友社） 2011
- 『とこしえのお嬢さん 記憶のなかの人』（生活の友社） 2014 - 交友記
- 『みんな忘れた 記憶のなかの人』（平凡社） 2018 - 交友記
- 『野見山暁治 のこす言葉 人はどこまでいけるか』（平凡社） 2018

### 「アトリエ日記」
- 『アトリエ日記』（清流出版） 2007 - 月刊「美術の窓」に没時まで連載
- 『続 アトリエ日記』（清流出版） 2009
- 『続々 アトリエ日記』（清流出版） 2012
- 『やっぱり アトリエ日記』（生活の友社） 2014
- 『じわりと アトリエ日記』（生活の友社） 2017
- 『どうにも アトリエ日記』（生活の友社） 2020
- 『最期のアトリエ日記』（生活の友社）2023.12 - 遺著

### 共編著
- 『祈りの画集 戦没画学生の記録』（宗左近, 安田武共編著、日本放送出版協会） 1977
- 『佐伯祐三のパリ』 （朝日晃と解説、新潮社、とんぼの本） 1998 - 図版
- 『これはこれは 新川和江詩集』（玲風書房） 2000 - 画を担当
- 『無言館はなぜ作られたのか』（窪島誠一郎共著、かもがわ出版） 2010
- 『「戦争」が生んだ絵、奪った絵』（橋秀文, 窪島誠一郎と解説、新潮社、とんぼの本） 2010 - 図版
- 『舞い降りる妖精たち 川津英夫写真集』（日本写真企画）2011 - 解説担当
- 『新美南吉 でんでんむしのかなしみ』（星の環会） 2016 - 画を担当
- 『絵描きと画材屋 洋画家・野見山暁治と山本文房堂・的野恭一の五十年』（聞き手井口幸久、忘羊社） 2016

## 画集・作品集
- 『野見山暁治デッサン 素描集』（用美社） 1986
- 『セルフィッシュ 画集』（田中小実昌解説、用美社）1990
- 『野見山暁治作品集』（田中小実昌ほか解説、講談社）1994
- 『野見山暁治 版画 1965-2002』（アーツアンドクラフツ） 2004、普及版 2009
- 『目に見えるもの 野見山暁治画文集』（求龍堂） 2011
- 『100歳記念 すごいぞ! 野見山暁治のいま』（秋元雄史, 堀江敏幸解説、青幻舎） 2021

## ドキュメンタリー
- こころの時代「100年のアトリエ 画家・野見山暁治」（2020年12月27日、NHK Eテレ）[23]